# Araripedactylus
Araripedactylus fue un género de pterosaurio pterodactiloide, conocido de un único hueso del ala hallado en depósitos del Cretácico Inferior de la formación Santana de Brasil.
El género fue nombrado en 1977 por Peter Wellnhofer quien, sin darse cuenta de que el nombre Araripesaurus había sido publicado por Price en 1971, presumió que él estaba nombrando el primer género de pterosaurio de Brasil. El nombre del género se refiere a la meseta de Araripe y combinándolo con el término griego daktylos, es decir "dedo", un elemento común en nombres de pterosaurios empezando por el conocido Pterodactylus. La especie tipo es Araripedactylus dehmi; el nombre de la especie honra al paleontólogo alemán Richard Dehm, un profesor del Instituto de Múnich que adquirió el único espécimen conocido en 1975.
El holotipo, BSP 1975 I 166, consiste en una única falange, la primera del dedo derecho del ala, insertada en un nódulo de tiza. Cuando el nódulo fue dividido para revelar el fósil, el extremo distal fue dañado. El ejemplar es de un individuo adulto. La falange tiene una longitud de 55 centímetros. Sus paredes óseas son descritas por Wellnhofer como excepcionalmente gruesas para un pterosaurio, de tres a cinco milímetros.
Wellnhofer, debido a la carencia de información adicional, situó a Araripedactylus en el grupo general Pterodactyloidea. Alexander Kellner en 2000 asumió que en vista de su procedencia la especie probablemente pertenecía a los Ornithocheiroidea (sensu Kellner) y concluyó que la falange era muy difícil de distinguir de las de otros grandes pterosaurios de la formación Santana, como Anhanguera o Tropeognathus. Él no pudo confirmar el excepcional engrosamiento de las paredes óseas, o alguna otra autapomorfia del género.
La envergadura de Araripedactylus fue estimada por Wellnhofer como de la menos 4.8 metros y en otra publicación como de cinco metros.